# Fußball-Weltmeisterschaft 1954/Deutschland
Dieser Artikel behandelt die deutsche Nationalmannschaft bei der Fußball-Weltmeisterschaft 1954 in der Schweiz.

## Qualifikation
| Rang | Land           | Tore | Punkte |
| ---- | -------------- | ---- | ------ |
| 1    | BR Deutschland | 12:3 | 7:1    |
| 2    | Saarland       | 4:8  | 3:5    |
| 3    | Norwegen       | 4:9  | 2:6    |

Für die Weltmeisterschaft 1954 in der Schweiz durfte die deutsche Nationalmannschaft erstmals nach dem Zweiten Weltkrieg wieder an der Qualifikation teilnehmen. Gegner waren in der Gruppe 1 Norwegen und das damals selbständige Saarland.
Im ersten Spiel gelang in Oslo ein 1:1-Unentschieden gegen die norwegische Auswahl. Im Neckarstadion zu Stuttgart, wo etwa drei Jahre zuvor das erste deutsche Länderspiel nach dem Zweiten Weltkrieg stattfand, siegte die Mannschaft von Sepp Herberger 3:0 gegen die saarländische Auswahl, die von Helmut Schön trainiert wurde, der Jahre später Herberger als Bundestrainer beerbte. Das Rückspiel gegen Norwegen konnte die deutsche Mannschaft im Hamburger Volksparkstadion deutlich mit 5:1 für sich entscheiden. Im abschließenden Gruppenspiel gegen das Saarland, das gegen Norwegen in Oslo mit 3:2 gewinnen konnte und zu Hause ein 0:0 erreichte, hätte bereits ein Unentschieden für das Erreichen der Endrunde ausgereicht. Das Spiel in Saarbrücken wurde schließlich mit 3:1 gewonnen und Deutschland qualifizierte sich mit einem Abstand von vier Punkten auf den überraschenden Gruppenzweiten Saarland für die Weltmeisterschaft.
Deutschland qualifizierte sich damit erstmals wieder nach 1938.

### Spiele
| Norwegen – BR Deutschland 1:1 (1:1) | Norwegen – BR Deutschland 1:1 (1:1) |
| ----------------------------------- | --- |
| Daten                               | 19. August 1953 im Ullevaal-Stadion, Oslo; Schiedsrichter: Bertus Ausum, Niederlande                                                                                 |
| Tore                                | 1:0 Harald Hennum (41.), 1:1 F. Walter (44.) |
| BR Deutschland                      | Turek (Torwart), Kohlmeyer, Retter, Schanko, Posipal, Eckel, Rahn, Morlock, F. Walter, O. Walter, Schäfer (in der 37. gegen Pfaff ausgewechselt); Trainer: Herberger |
| Norwegen                            | A. Hansen (Torwart), O. Hansen, H. Karlsen, Svenssen, Hernes, T. Olsen, Natland, Thoresen, Hennum, Dybwad, L. Olsen; Trainer: Hahn                                   |

| BR Deutschland – Saarland 3:0 (1:0) | BR Deutschland – Saarland 3:0 (1:0) |
| ----------------------------------- | --- |
| Daten                               | 11. Oktober 1953 im Neckarstadion, Stuttgart; Schiedsrichter: Karel van der Meer, Niederlande                                                                |
| Tore                                | 1:0, 2:0 Max Morlock (13. und 51.), 3:0 Horst Schade (71.)                                                                                                   |
| BR Deutschland                      | Turek (Torwart), Erhard, Retter, Mai, Posipal, Gottinger (in der 38. gegen Eckel ausgewechselt), Rahn, Morlock, Schade, Metzner, Schäfer; Trainer: Herberger |
| Saarland                            | Strempel (Torwart), Biewer, Puff, Berg, Momber, Clemens, Philippi, Otto, Martin, Balzert, Siedl; Trainer: Schön                                              |

| BR Deutschland – Norwegen 5:1 (1:1) | BR Deutschland – Norwegen 5:1 (1:1) |
| ----------------------------------- | --- |
| Daten                               | 22. November 1953 Volksparkstadion, Hamburg; Schiedsrichter: Arthur Luty, England                                                                                            |
| Tore                                | 0:1 Hans Nordahl (26.), 1:1 Max Morlock (27.), 2:1 Max Morlock (63.), 3:1 Ottmar Walter (69.), 4:1 Fritz Walter (80.), 5:1 Helmut Rahn (86.)                                 |
| BR Deutschland                      | Turek (Torwart), Kohlmeyer, Retter, Mai, Posipal, Eckel, Rahn, Morlock, F. Walter, O. Walter, Herrmann; Trainer: Herberger                                                   |
| Norwegen                            | A. Hansen (Torwart), O. Hansen, H. Karlsen (in der 29. gegen Holmberg ausgewechselt), Svenssen, Hernes, T. Olsen, Fossli, Thoresen, Hvidsten, Nordahl, Dybwad; Trainer: Hahn |

| Saarland – BR Deutschland 1:3 (0:1) | Saarland – BR Deutschland 1:3 (0:1) |
| ----------------------------------- | --- |
| Daten                               | 28. März 1954 Ludwigsparkstadion, Saarbrücken; Schiedsrichter: Jan Bronkhorst, Niederlande                                                                                       |
| Tore                                | 0:1, 0:2 Max Morlock (37. und 51.), 1:2 Herbert Martin (67.), 1:3 Hans Schäfer (83.)                                                                                             |
| BR Deutschland                      | Turek (Torwart), Kohlmeyer, Retter, Schanko, Posipal, Liebrich, F. Walter (in der 30. gegen O. Walter ausgewechselt), Rahn, Morlock, Schade, Röhrig, Schäfer; Trainer: Herberger |
| Saarland                            | Strempel (Torwart), Biewer, Keck, Clemens, Momber, Philippi, Otto, Martin, Binkert, Siedl, Schirra; Trainer: Schön                                                               |

## Deutsches Aufgebot
| Nummer / Name | Nummer / Name                  | Damaliger Verein     | Geburtstag | Sterbedatum | Sp.      | Tor      | Rot      |          |          |
| Torhüter      | Torhüter                       | Torhüter             | Torhüter   | Torhüter    | Torhüter | Torhüter | Torhüter | Torhüter | Torhüter |
| ------------- | ------------------------------ | -------------------- | ---------- | ----------- | -------- | -------- | -------- | -------- | -------- |
| 21            | Heinz Kubsch                   | FK Pirmasens         | 20.07.1930 | 24.10.1994  | 0        | 0        | 0        |          |          |
| 22            | Heinrich Kwiatkowski           | Borussia Dortmund    | 16.07.1926 | 23.05.2008  | 1        | 0        | 0        |          |          |
| 1             | Toni Turek                     | Fortuna Düsseldorf   | 18.01.1919 | 11.05.1984  | 5        | 0        | 0        |          |          |
| Abwehr        |                                |                      |            |             |          |          |          |          |          |
| 4             | Hans Bauer                     | FC Bayern München    | 28.07.1927 | 31.10.1997  | 2        | 0        | 0        |          |          |
| 5             | Herbert Erhard                 | SpVgg Fürth          | 06.07.1930 | 03.07.2010  | 0        | 0        | 0        |          |          |
| 3             | Werner Kohlmeyer               | 1. FC Kaiserslautern | 19.04.1924 | 26.03.1974  | 5        | 0        | 0        |          |          |
| 2             | Fritz Laband                   | Hamburger SV         | 01.11.1925 | 03.01.1982  | 3        | 0        | 0        |          |          |
| 10            | Werner Liebrich                | 1. FC Kaiserslautern | 18.01.1927 | 20.03.1995  | 4        | 0        | 0        |          |          |
| 7             | Jupp Posipal                   | Hamburger SV         | 20.07.1927 | 21.02.1997  | 5        | 0        | 0        |          |          |
| Mittelfeld    |                                |                      |            |             |          |          |          |          |          |
| 6             | Horst Eckel                    | 1. FC Kaiserslautern | 08.02.1932 | 03.12.2021  | 6        | 0        | 0        |          |          |
| 8             | Karl Mai                       | SpVgg Fürth          | 27.07.1928 | 15.03.1993  | 5        | 0        | 0        |          |          |
| 9             | Paul Mebus                     | 1. FC Köln           | 09.06.1920 | 08.12.1993  | 1        | 0        | 0        |          |          |
| 11            | Karl-Heinz Metzner             | KSV Hessen Kassel    | 09.01.1923 | 25.10.1994  | 0        | 0        | 0        |          |          |
| 13            | Max Morlock                    | 1. FC Nürnberg       | 11.05.1925 | 10.09.1994  | 5        | 6        | 0        |          |          |
| 16            | Fritz Walter                   | 1. FC Kaiserslautern | 31.10.1920 | 17.06.2002  | 6        | 3        | 0        |          |          |
| Angriff       |                                |                      |            |             |          |          |          |          |          |
| 18            | Ulrich Biesinger               | BC Augsburg          | 06.08.1933 | 18.06.2011  | 0        | 0        | 0        |          |          |
| 17            | Richard Herrmann               | FSV Frankfurt        | 28.01.1923 | 27.07.1962  | 1        | 1        | 0        |          |          |
| 14            | Bernhard Klodt                 | FC Schalke 04        | 26.10.1926 | 23.05.1996  | 2        | 1        | 0        |          |          |
| 19            | Alfred Pfaff                   | Eintracht Frankfurt  | 16.07.1926 | 27.12.2008  | 1        | 1        | 0        |          |          |
| 12            | Helmut Rahn                    | Rot-Weiss Essen      | 16.08.1929 | 14.08.2003  | 4        | 4        | 0        |          |          |
| 20            | Hans Schäfer                   | 1. FC Köln           | 19.10.1927 | 07.11.2017  | 5        | 4        | 0        |          |          |
| 15            | Ottmar Walter                  | 1. FC Kaiserslautern | 06.03.1924 | 16.06.2013  | 5        | 4        | 0        |          |          |
| Trainer       |                                |                      |            |             |          |          |          |          |          |
|               | Sepp Herberger (Bundestrainer) |                      | 28.03.1897 | 28.04.1977  |          |          |          |          |          |
|               | Albert Sing (Co-Trainer)       |                      | 07.04.1917 | 31.08.2008  |          |          |          |          |          |

## Deutsche Spiele

### Vorrunde
Die deutsche Nationalmannschaft erhielt in der Vorrunde Ungarn, die Türkei und Südkorea zugelost. Durch den ungewöhnlichen Turniermodus, nach dem es pro Gruppe zwei gesetzte und zwei nicht gesetzte Mannschaften gab, spielte Deutschland als nicht gesetzte Mannschaft nur gegen Ungarn, das damals als beste Mannschaft der Welt galt, und die Türkei. Im ersten Spiel der Vorrunde trat die Mannschaft um Kapitän Fritz Walter, dessen 1. FC Kaiserslautern nur wenige Wochen vorher das Finale um die deutsche Meisterschaft mit 1:5 gegen Hannover 96 verlor, gegen die Türken an. Diese hatten sich in der Qualifikation überraschend und glücklich nach Münzwurf gegen Spanien durchsetzen können. Dieses Spiel konnte die bundesdeutsche Mannschaft, am 17. Juni 1954 in Bern mit 4:1 gewinnen. Die Tore schossen dabei Hans Schäfer, Bernhard Klodt, Ottmar Walter und Max Morlock. Für die Türkei war Mamat İsmail Suat zum zwischenzeitlichen 1:0 erfolgreich. Im zweiten Gruppenspiel hieß der Gegner nun Ungarn. Sepp Herberger hatte sich für dieses Spiel eine kluge Taktik ausgedacht. Da man annehmen konnte, dass Deutschland gegen Ungarn, das zuvor Südkorea mit 9:0 besiegt hatte, ohnehin verlieren würde, bot Herberger eine um sieben Spieler veränderte Mannschaft auf. Damit wollte er bezwecken, dass seine Stammspieler, außer Fritz Walter, der seine Kameraden nicht allein lassen wollte, für ein dann notwendiges Entscheidungsspiel gegen die Türkei, die vermutlich gegen Südkorea gewinnen würde, geschont wurden. Ein Entscheidungsspiel wurde möglich, da die Tordifferenz damals noch keine Rolle spielte, sodass es egal war, wie hoch Deutschland verlor. Am Ende standen acht Gegentreffer bei immerhin drei eigenen Toren zu Buche. Aus der Heimat erhielt Herberger Drohbriefe, die bis hin zu gefordertem Selbstmord reichten. Doch er hatte einen Plan, denn im Entscheidungsspiel konnte Herberger seine beste Mannschaft aufbieten und die Türken wurden mit 7:2 bezwungen. Dabei waren Ottmar Walter, Hans Schäfer (2×), Max Morlock (3×) und Fritz Walter erfolgreich.
BR Deutschland – Türkei 4:1
- BR Deutschland: Toni Turek; Fritz Laband, Werner Kohlmeyer; Horst Eckel, Jupp Posipal, Karl Mai; Bernhard Klodt, Max Morlock, Ottmar Walter, Fritz Walter, Hans Schäfer
- Türkei: Turgay; Ridvan, Basri; Erton, Cetin, Rober; Erol, Suat, Feridun, Burhan, Lefter

- Tore: 0:1 Suat (3.), 1:1 Hans Schäfer (13.), 2:1 Bernhard Klodt (52.), 3:1 Ottmar Walter (60.), 4:1 Max Morlock (84.)

- Zuschauer: 28.000 (laut FIFA)

BR Deutschland – Ungarn 3:8
- BR Deutschland: Heinrich Kwiatkowski; Hans Bauer, Werner Kohlmeyer; Jupp Posipal, Werner Liebrich, Paul Mebus; Helmut Rahn, Horst Eckel, Fritz Walter, Alfred Pfaff, Richard Herrmann
- Ungarn: Gyula Grosics; Jenő Buzánszky, Mihály Lantos; József Bozsik, Gyula Lóránt, József Zakariás; József Tóth, Sándor Kocsis, Nándor Hidegkuti, Ferenc Puskás, Zoltán Czibor

- Tore: 0:1 Sándor Kocsis (3.), 0:2 Ferenc Puskás (17.), 0:3 Sándor Kocsis (21.), 1:3 Alfred Pfaff (26.), 1:4 Nándor Hidegkuti (53.), 1:5 Nándor Hidegkuti (55.), 1:6 Sándor Kocsis (68.), 1:7 József Tóth (74.), 2:7 Helmut Rahn (78.), 2:8 Sándor Kocsis (79.), 3:8 Richard Herrmann (81.)

- Zuschauer: 56.000 (laut FIFA)

BR Deutschland – Türkei 7:2 (Entscheidungsspiel)
- BR Deutschland: Toni Turek; Fritz Laband, Hans Bauer; Horst Eckel, Jupp Posipal, Karl Mai; Bernhard Klodt, Max Morlock, Ottmar Walter, Fritz Walter, Hans Schäfer
- Türkei: Sükrü; Ridvan, Basri; Naci, Cetin, Rober; Erol, Lefter, Necmettin, Erton, Coşkun

- Tore: 1:0 Ottmar Walter (7.), 2:0 Hans Schäfer (10.), 2:1 Erton (22.), 3:1 Max Morlock (31.), 4:1 Max Morlock (61.), 5:1 Fritz Walter (62.), 6:1 Max Morlock (76.), 7:1 Hans Schäfer (79.), 7:2 Lefter (82.)

- Zuschauer: 17.000 (laut FIFA)

### Viertelfinale
Im Viertelfinale musste die bundesdeutsche Auswahl gegen Jugoslawien spielen. Ein Gegner, der für seine gefährliche Außenläufer Zlatko Čajkovski und Vujadin Boškov bekannt war, die den Angriff mit internationalen Stars wie Rajko Mitić, Stjepan Bobek, Bernard Vukas und den späteren Bundesligatrainer Branko Zebec unterstützten. Nicht umsonst nannte man die Jugoslawen die „Ballkünstler vom Balkan“. Trainer Sepp Herberger schätzte sie fast so gut ein wie die Ungarn, gegen die Deutschland in der Gruppenphase 3:8 verloren hatte. Das Spiel vor rund 30.000 Zuschauern im Stade des Charmilles in Genf entwickelte sich von Anfang an gut für Deutschland. Herberger setzte auf eine starke Abwehr, aus der man schnelle Konter fahren wollte. In der zehnten Spielminute führte einer der vielen deutschen Konter zum 1:0-Führungstreffer für die Herberger-Elf. Dabei unterlief dem jugoslawischen Abwehrspieler Ivica Horvat ein Eigentor. Nun begann ein Sturmlauf der jugoslawischen Mannschaft auf das Tor von Toni Turek von Fortuna Düsseldorf, der in diesem Spiel erstmals in diesem Turnier überzeugend agierte. Als die 85. Minute anbrach, erinnerte Herberger seinen Stürmer Helmut Rahn, der ihm vor dem Spiel ein Tor versprochen hatte, an sein Versprechen. Bei einem der vielen wütenden Angriffe der Jugoslawen gelang der deutschen Mannschaft erneut ein solcher Konter wie beim 1:0. Diesmal hieß der Torschütze Helmut Rahn. Der „Boss“ hatte sich in die Mannschaft gespielt, nachdem er zuvor nur im Spiel gegen die Ungarn aufgeboten wurde, als Herberger seine B-Elf antreten ließ. Es hatte sich für den Bundestrainer erstmals gelohnt, auf den manchmal etwas eigenwilligen Angreifer von Rot-Weiss Essen zu setzen.
BR Deutschland – Jugoslawien 2:0
- BR Deutschland: Toni Turek; Fritz Laband, Werner Kohlmeyer; Horst Eckel, Werner Liebrich, Karl Mai; Helmut Rahn, Max Morlock, Ottmar Walter, Fritz Walter, Hans Schäfer
- Jugoslawien: Vladimir Beara; Branislav Stankovic, Tomislav Crnković; Zlatko Čajkovski, Ivica Horvat, Vujadin Boškov; Miloš Milutinović, Stjepan Bobek, Rajko Mitić, Bernard Vukas, Branko Zebec

- Tore: 1:0 Horvat (10., Eigentor), 2:0 Helmut Rahn (86.)

- Zuschauer: 17.000 (laut FIFA)

### Halbfinale
Deutschland stand zum Erstaunen der allgemeinen Fachwelt im Halbfinale, was den Deutschen vor dem Turnier nur wenige zugetraut hätten. In der Runde der letzten Vier wartete nun Österreich auf die DFB-Elf. Die Duelle mit der Alpenrepublik waren schon seit jeher von besonderer Bedeutung. Man pflegt zwischen Deutschland und Österreich eine nachbarschaftliche Rivalität, die natürlich durch den „Anschluss Österreichs“ an das Deutsche Reich 1938 noch verstärkt worden war. Die Österreicher hatten sich in der Vorrunde 1:0 gegen Schottland und 5:0 gegen die Tschechoslowakei durchgesetzt und wurden durch Losentscheid gegenüber Uruguay zum Gruppenersten „gezogen“. Dadurch trafen die Spieler des Teamchefs Walter Nausch in der zweiten Runde auf den Gastgeber Schweiz. In Lausanne entwickelte sich bei 40 Grad im Schatten ein Spiel, das später unter dem Namen „Hitzeschlacht von Lausanne“ Bekanntheit erlangte. Mit zwölf Toren, sieben für Österreich und fünf für die Schweiz, ist die Begegnung vor 32.000 Zuschauern im Stade Olympique de la Pontaise bis heute das torreichste Spiel bei einer Fußball-Weltmeisterschaft. Die Bilanz der Begegnung war ein Sonnenstich beim österreichischen Torhüter Kurt Schmied und ein Kollaps des Schweizer Spielers Roger Bocquet. Schließlich gewann Österreich 7:5 und stand im Semifinale. Dort wartete Deutschland. Österreich ging noch geschädigt durch das schwere Spiel in Lausanne in die Begegnung, sodass die Deutschen einen Vorteil genossen. In der 33. Minute gelang Hans Schäfer das 1:0. So stand es auch zur Pause. In der 47. Minute erhöhte Max Morlock auf 2:0, ehe Erich Probst fünf Minuten darauf der Anschlusstreffer zum 2:1 glückte. Jetzt startete eine Galavorstellung der Walter-Brüder. Fritz und Ottmar trafen je zweimal zum Endstand von 6:1. Beide Male per Elfmeter verwandelte Fritz in der 57. Minute und 65. Minute zum 3:1 und 5:1. Sein Bruder traf in der 61. und 87. Minute zum 4:1 und 6:1-Endstand. Deutschland stand damit im Endspiel. Die Euphorie in der Heimat kannte keine Grenzen. Die Mannschaft wurde mit Glückwünschen überhäuft und Herbergers Taktik, die in der Vorrunde noch so stark kritisiert wurde, wurde jetzt als „genialer Schachzug“ angesehen. Auf einer Münchner Theaterbühne änderte ein Schauspieler sogar seinen Text. Nachdem er seiner Freundin im Schauspiel Blumen gegeben hatte, sagte er statt eines Liebesbekenntnisses die Worte: „… weil wir 6:1 gewonnen haben.“
BR Deutschland – Österreich 6:1
- BR Deutschland: Toni Turek; Jupp Posipal, Werner Kohlmeyer; Horst Eckel, Werner Liebrich, Karl Mai; Helmut Rahn, Max Morlock, Ottmar Walter, Fritz Walter, Hans Schäfer
- Österreich: Walter Zeman; Gerhard Hanappi, Walter Schleger; Ernst Ocwirk, Ernst Happel, Karl Koller; Robert Körner, Theodor Wagner, Ernst Stojaspal, Erich Probst, Alfred Körner

- Tore: 1:0 Hans Schäfer (33.), 2:0 Max Morlock (47.), 2:1 Probst (52.), 3:1 Fritz Walter (57., Elfmeter), 4:1 Ottmar Walter (61.), 5:1 Fritz Walter (65., Elfmeter), 6:1 Ottmar Walter (87.)

- Zuschauer: 58.000 (laut FIFA)

### Finale
BR Deutschland – Ungarn 3:2
- BR Deutschland: Toni Turek; Jupp Posipal, Werner Kohlmeyer; Horst Eckel, Werner Liebrich, Karl Mai; Helmut Rahn, Max Morlock, Ottmar Walter, Fritz Walter, Hans Schäfer
- Ungarn: Gyula Grosics; Mihály Lantos, Jenő Buzánszky; József Bozsik, Gyula Lóránt, József Zakariás; Mihály Tóth, Sándor Kocsis, Nándor Hidegkuti, Ferenc Puskás, Zoltán Czibor

- Tore: 0:1 Ferenc Puskás (6.), 0:2 Zoltán Czibor (8.), 1:2 Max Morlock (10.), 2:2 Helmut Rahn (18.), 3:2 Helmut Rahn (84.)

- Zuschauer: 62.500 (laut FIFA)

## Bemerkenswertes
- Kein Spieler des damaligen deutschen Fußballmeisters Hannover 96 stand im WM-Kader, aber gleich fünf Spieler des Vizemeisters 1. FC Kaiserslautern. Eine Ursache dafür war der Termin des deutschen Finales (23. Mai) und der bereits zuvor erfolgte Meldeschluss bei der FIFA (1. Mai).[10]
- Der wohl beste deutsche Torwart der damaligen Generation Bert Trautmann von Manchester City durfte nicht mit zur WM, da Trainer Sepp Herberger 1954 aus Prinzip keine „Fußball-Legionäre“ nominierte.[11]
- Dem Sonderheft 50 Jahre – Das Wunder von Bern der Zeitschrift kicker ist zu entnehmen, dass Sepp Herberger gerne Kurt Clemens vom SV Saar 05 Saarbrücken nominiert hätte. Doch da dieser schon für die saarländische Fußballnationalmannschaft gespielt hatte, war er international für den DFB bis zum Beitritt des Saarlandes zur Bundesrepublik nicht verfügbar, wie später auch einige DDR-Flüchtlinge.
- Deutschland war das erste Land, das Weltmeister wurde, obwohl es zuvor ein Spiel im Turnierverlauf verloren hatte. Außer Deutschland (nochmals 1974) gelang dies nur noch Argentinien (1978 und 2022) und Spanien (2010).
- Nachdem sowohl die Türkei (gesetzt), als auch Deutschland (ungesetzt) in der Gruppenphase einen Sieg und eine Niederlage vorzuweisen hatten, und beide damit punktgleich waren, war nach dem damaligen, umstrittenen Modus ein Entscheidungsspiel zwischen diesen beiden Mannschaften nötig. Nach der heutzutage geltenden Tordifferenz-Regelung wäre Deutschland ausgeschieden, allerdings spielte damals in der Gruppe nicht jeder gegen jeden: Es gab zwei gesetzte Mannschaften, die nur gegen die zwei ungesetzten Mannschaften spielten, aber nicht gegeneinander.
- Die „Helden von Bern“ traten seit ihrem 3:2-Sieg gegen Ungarn am 4. Juli 1954 nie mehr in einem offiziellen Spiel gemeinsam an. Die einzige Ausnahme bildet ein Benefizspiel für den zuvor verstorbenen Jürgen Moll am 14. April 1969.
- Am 3. Dezember 2021 starb mit Horst Eckel der letzte Spieler im Alter von 89 Jahren.[12]